# Biblioteca Histórica Marvel
A Biblioteca Histórica Marvel é uma publicação distribuída no Brasil pela Panini que reúne edições históricas dos personagens da Marvel Comics em capa dura e papel especial.
O primeiro título publicado em junho de 2007 chama-se Biblioteca Histórica Marvel - Quarteto Fantástico - Volume 1 e trouxe as histórias do Quarteto Fantástico publicadas originalmente nas 10 primeiras edições de Fantastic Four, entre novembro de 1961 e janeiro de 1963.
A obra começou a ser distribuída nos Estados Unidos em 1987 sob o título Marvel Masterworks, onde até o final de 2009 já apresentava 129 volumes publicados.

## Volumes lançados no Brasil
|    | Título                                 | Edições Compiladas                                | Lançamento    | Páginas | ISBN                   |
| -- | -------------------------------------- | ------------------------------------------------- | ------------- | ------- | ---------------------- |
| 1  | Quarteto Fantástico - Volume 1         | The Fantastic Four #1-10                          | Junho 2007    | 258     | ISBN 978-85-7351-384-4 |
| 2  | Homem-Aranha - Volume 1                | Amazing Fantasy #15, The Amazing Spider-Man #1-10 | Julho 2007    | 248     | ISBN 978-85-7351-385-1 |
| 3  | Os Vingadores - Volume 1               | The Avengers #1-10                                | Agosto 2007   | 242     | ISBN 978-85-7351-415-5 |
| 4  | Os X-Men - Volume 1                    | The X-Men #1-10                                   | Setembro 2007 | 240     | ISBN 978-85-7351-421-6 |
| 5  | Capitão América - Volume 1             | Tales of Suspense #59-81                          | Abril 2008    | 244     | ISBN 978-85-7351-437-7 |
| 6  | O Poderoso Thor - Volume 1             | Journey Into Mystery #83-100                      | Maio 2008     | 274     | ISBN 978-85-7351-438-4 |
| 7  | O Invencível Homem de Ferro - Volume 1 | Tales of Suspense #39-50                          | Maio 2008     | 202     | ISBN 978-85-7351-476-6 |
| 8  | O Incrível Hulk - Volume 1             | The Incredible Hulk #1-6                          | Junho 2008    | 162     | ISBN 978-85-7351-485-8 |
| 9  | Homem-Aranha - Volume 2                | The Amazing Spider-Man #11-19, Annual #1          | Setembro 2008 | 290     | ISBN 978-85-7351-493-3 |
| 10 | Os X-Men - Volume 2                    | The X-Men #11-21                                  | Setembro 2008 | 242     | ISBN 978-85-7351-499-5 |
| 11 | O Surfista Preateado - Volume 1        | The Silver Surfer #1-6, Fantastic Four Annual #5  | Novembro 2008 | 266     | ISBN 978-85-7351-532-9 |
| 12 | Demolidor - Volume 1                   | Daredevil #1-11                                   | Março 2009    | 250     | ISBN 978-85-7351-561-9 |
| 13 | Os Vingadores - Volume 2               | The Avengers #11-20                               | Julho 2009    | 220     | ISBN 978-85-7351-595-4 |
| 14 | Homem-Aranha - Volume 3                | The Amazing Spider-Man #20-30, Annual #2          | Setembro 2009 | 280     | ISBN 978-85-7351-599-2 |
| 15 | O Invencível Homem de Ferro - Volume 2 | Tales of Suspense #51-65                          | Junho 2010    | 224     | ISBN 978-85-7351-661-6 |
| 16 | Os X-Men - Volume 3                    | Uncanny X-Men #22-31                              | Maio 2011     | 222     | ISBN 978-85-7351-589-3 |
| 17 | Homem-Aranha - Volume 4                | The Amazing Spider-Man #32-40                     | Agosto 2012   | 248     | ISBN 978-85-6548-408-4 |